# Liste der Krater des Erdmondes/Z
| Name        | Benannt nach                       | Lage                         | Mittlerer Durchmesser (km) |
| ----------- | ---------------------------------- | ---------------------------- | -------------------------- |
| Zach        | Franz Xaver von Zach               | 60° 54′ 0″ S, 5° 16′ 0″ O    | 71                         |
| Zagut       | Abraham ben Samuel Zagut           | 32° 0′ 0″ S, 22° 6′ 0″ O     | 84                         |
| Zähringer   | Josef Zähringer                    | 5° 36′ 0″ N, 40° 12′ 0″ O    | 11                         |
| Zanstra     | Herman Zanstra                     | 2° 54′ 0″ N, 124° 42′ 0″ O   | 42                         |
| Zasyadko    | Alexander Dmitrijewitsch Sassjadko | 3° 54′ 0″ N, 94° 12′ 0″ O    | 11                         |
| Zeeman      | Pieter Zeeman                      | 75° 12′ 0″ S, 134° 48′ 0″ W  | 184                        |
| Zelinskiy   | Nikolay Dimitrievich Zelinskiy     | 28° 54′ 0″ S, 166° 48′ 0″ O  | 53                         |
| Zeno        | Zenon von Kition                   | 45° 12′ 0″ N, 72° 54′ 0″ O   | 65                         |
| Zernike     | Frits Zernike                      | 18° 24′ 0″ N, 168° 12′ 0″ O  | 48                         |
| Zhang Yuzhe | Zhang Yuzhe                        | 69° 1′ 12″ S, 137° 43′ 12″ W | 37                         |
| Zhiritskiy  | Georgiy S. Zhiritskiy              | 24° 48′ 0″ S, 120° 18′ 0″ O  | 35                         |
| Zhukovskiy  | Nikolay E. Zhukovskiy              | 7° 48′ 0″ N, 167° 0′ 0″ W    | 81                         |
| Zinner      | Ernst Zinner                       | 26° 36′ 0″ N, 58° 48′ 0″ W   | 4                          |
| Zöllner     | Johann K. F. Zöllner               | 8° 0′ 0″ S, 18° 54′ 0″ O     | 40                         |
| Zsigmondy   | Richard Adolf Zsigmondy            | 59° 42′ 0″ N, 104° 42′ 0″ W  | 65                         |
| Zucchius    | Nicolaus Zucchius                  | 61° 24′ 0″ S, 50° 18′ 0″ W   | 64                         |
| Zupus       | Giovanni Battista Zupi             | 17° 12′ 0″ S, 52° 18′ 0″ W   | 38                         |
| Zwicky      | Fritz Zwicky                       | 15° 24′ 0″ S, 168° 6′ 0″ O   | 150                        |